# NGC 1598
NGC 1598 ist eine Balken-Spiralgalaxie mit aktivem Galaxienkern vom Hubble-Typ SBc im Sternbild Grabstichel am Südsternhimmel. Sie ist schätzungsweise 222 Millionen Lichtjahre von der Erde entfernt und hat einen Scheibendurchmesser von etwa 95.000 Lj. 
Im selben Himmelsareal befinden sich die Galaxien PGC 15172 und NGC 1595.
Das Objekt wurde am 3. Dezember 1837 von dem Astronomen John Herschel entdeckt.